# Jugement majoritaire
Le jugement majoritaire est un mode de scrutin inventé par deux chercheurs français du Centre national de la recherche scientifique (CNRS), Michel Balinski et Rida Laraki. Il repose sur une théorie mathématique publiée en 2007 dans les Proceedings of the National Academy of Sciences et développée dans un livre paru chez MIT Press en 2011. Le jugement majoritaire est une des méthodes de vote permettant de contourner le résultat du théorème d'impossibilité d'Arrow (1951) en théorie du choix social.
Le jugement majoritaire est une méthode de vote par valeurs (les électeurs attribuent une mention à chaque candidat et peuvent attribuer la même mention à plusieurs candidats) pour laquelle la détermination du gagnant se fait par la médiane plutôt que par la moyenne.
Contrairement aux méthodes utilisant la moyenne, le jugement majoritaire utilise des échelles de mentions verbales plutôt que numériques pour évaluer les candidats. Cette possibilité permet, d'après les inventeurs du jugement majoritaire, d'offrir aux électeurs des mentions dont les acceptions sont plus homogènes parmi les électeurs.

## Présentation
Le jugement majoritaire présente trois caractéristiques fondamentales : 
- c'est un vote par valeurs : il est proposé aux électeurs d'évaluer les candidats en attribuant des mentions (par exemple : 'très bien', 'bien', 'assez bien', 'passable', 'insuffisant', 'à rejeter'), plusieurs candidats pouvant se voir attribuer la même mention,
- à l'intérieur de la catégorie des votes par valeurs le jugement majoritaire se distingue par l'utilisation de la notion de médiane pour déterminer le vainqueur,
- c'est un mode de scrutin qui ne nécessite qu'un seul tour.

Les méthodes par évaluation présentent plusieurs avantages : 
- l'électeur pouvant évaluer indépendamment tous les candidats, le dilemme du vote utile disparaît,
- le gagnant ne change pas si un perdant est ajouté ou retiré du scrutin (le scrutin exclut le paradoxe d'Arrow, illustré par exemple par l'élimination de Jospin au 1er tour de la présidentielle de 2002 du fait de la présence de nombreux candidats mineurs de gauche comme Christiane Taubira ou encore Jean-Pierre Chevènement). Ainsi, la pratique qui consiste à susciter un candidat dans le camp adverse pour diviser ses voix ne représente plus aucun avantage stratégique,
- l'électeur pouvant utiliser une mention telle que 'à rejeter' ou 'insuffisant', il peut ainsi exprimer un désaccord sur la proposition d'un, de plusieurs, voire de tous les candidats autrement que via une abstention, un vote blanc ou un vote nul,
- l'électeur peut s'exprimer de manière d'autant plus nuancée que l'échelle de valeurs proposée est fine,
- à l'issue du vote, chaque candidat dispose d'un 'profil de mérite' constitué des proportions des différentes mentions attribuées par les électeurs. L'ensemble des profils de mérite donne une image des opinions des électeurs, ce qui permet de connaître le type de soutien dont bénéficie le ou les candidats élus.

### Principe de la médiane
L'utilisation de la médiane dans la détermination du vainqueur est une caractéristique importante du jugement majoritaire dans la catégorie des méthodes de vote par valeur. La médiane est peu sensible aux opinions extrêmes, et prend donc mal en compte les préférences fortes. Ceci est considéré comme un avantage par les promoteurs de cette méthode, puisqu'elle est peu sensible au vote stratégique par exagération des préférences.
L'électeur attribue à chaque candidat une mention verbale parmi une échelle commune à tous, du type :
|            | Très bien | Bien | Assez bien | Passable | Insuffisant | À rejeter |
| ---------- | --------- | ---- | ---------- | -------- | ----------- | --------- |
| Candidat A |           |      |            |          |             | X         |
| Candidat B |           | X    |            |          |             |           |
| Candidat C |           |      |            |          |             | X         |
| Candidat D |           |      |            | X        |             |           |

- Un électeur peut donner la même mention à plusieurs candidats.
- Les candidats non évalués reçoivent la mention « À rejeter. »

Au décompte, on totalise pour chaque candidat les appréciations reçues et on présente la part que chaque appréciation représente dans les votes exprimés. C'est son « profil de mérite » :
| Candidat | Très Bien | Bien    | Assez Bien | Passable | Insuffisant | À Rejeter | TOTAL |
| -------- | --------- | ------- | ---------- | -------- | ----------- | --------- | ----- |
|          |           |         |            |          |             |           |       |
| A        | 17,42 %   | 21,28 % | 19,71 %    | 9,12 %   | 17,63 %     | 14,84 %   | 100 % |
| B        | 17,05 %   | 20,73 % | 12,95 %    | 13,42 %  | 11,58 %     | 24,27 %   | 100 % |
| C        | 10,00 %   | 10,00 % | 15,00 %    | 15,00 %  | 25,00 %     | 25,00 %   | 100 % |

Cela se présente graphiquement sous la forme d'un histogramme cumulé dont le total correspond à 100 % des voix exprimées :
|  | ↓ | Point médian |

|  |  |  |  |  |  |

|  |  |  |  |  |  |

|  |  |  |  |  |  |

On détermine pour chaque candidat sa « mention majoritaire » : il s'agit de l'unique mention qui obtient la majorité absolue des électeurs contre toute mention inférieure, et la majorité absolue ou l’égalité contre toute mention supérieure.
Plus concrètement, on suppose qu'on a ordonné les électeurs suivant la mention donnée au candidat (de la plus mauvaise à la meilleure), lorsque le nombre d’électeurs est impair de la forme 2N+1, la mention majoritaire est la mention attribuée par l’électeur N+1, et lorsque le nombre d’électeurs est pair de la forme 2N, la mention majoritaire est la mention attribuée par l’électeur N.
Ce mode de sélection signifie que la majorité absolue (strictement plus de 50 %) des électeurs jugent qu'un candidat mérite au moins sa mention majoritaire, et que la moitié ou plus (50 % ou plus) des électeurs jugent qu'il mérite au plus sa mention majoritaire, ce qui ressemble à la notion de médiane.
Balinski et Laraki précisent cependant que l'on doit bien parler de « mention majoritaire » et non de « mention médiane », car la notion de « mention médiane » n'a pas de sens lorsque le nombre d'électeurs est pair (cas du candidat C dans l'exemple).
Dans l'exemple, la mention majoritaire des candidats A et B, indiquée par le point médian à 50 %, est « Assez bien », et la mention majoritaire du candidat C est « Insuffisant ».
Le candidat élu est un candidat qui obtient la meilleure mention majoritaire.

### Départage des égalités
Avec les systèmes de vote usuels, quand il y a beaucoup d'électeurs, l'égalité de score entre deux candidats est rare. Au contraire, il est fréquent que plusieurs candidats aient la même mention majoritaire (notion de médiane) ; s'il y a plus de candidats que de mentions, c'est même inévitable. La question du départage est donc importante. Quand deux candidats ont la même mention majoritaire, le jugement majoritaire cherche à ce que le candidat qui est le plus près d'avoir une autre mention soit départagé selon cette mention. Ultérieurement au jugement majoritaire, d'autres règles de départage ont été développées, qui définissent d'autres méthodes de meilleure médiane présentant d'autres propriétés intéressantes.
On présente dans cette section deux méthodes équivalentes pour départager des candidats ayant obtenu la même mention majoritaire selon la règle de départage du jugement majoritaire. On peut utiliser librement l'une ou l'autre, elles donneront dans tous les cas le même résultat.

#### Méthode récursive de retrait du vote médian
La méthode originelle de départage du jugement majoritaire proposée par Balinski et Laraki est une méthode récursive,. Pour départager des candidats ayant obtenu la même mention majoritaire, on enlève le vote de l'électeur ayant permis de déterminer cette mention majoritaire (qui correspond à l'électeur « médian » lorsque le nombre d'électeurs est impair), et on détermine la nouvelle mention majoritaire de ces candidats (le nombre d'électeurs a donc diminué de un). Un candidat gagne face aux autres candidats s'il obtient ainsi une meilleure mention qu'eux, et un candidat perd face aux autres candidats s'il obtient ainsi une moins bonne mention qu'eux. On répète ainsi de suite ce procédé jusqu'à avoir départagé tous les candidats à égalité, en enlevant à chaque fois le vote du nouvel électeur ayant permis de déterminer la nouvelle mention majoritaire des candidats. Si après toutes ces étapes une égalité persiste entre plusieurs candidats, c'est qu'ils ont obtenu exactement la même répartition de votes.
Exemple
Prenons par exemple 5 électeurs qui ont attribué à deux candidats E et F les mentions suivantes (ordonnées de la moins bonne à la meilleure) :
| Candidat | Pire mention obtenue | 2e pire mention obtenue | 3e pire mention obtenue | 4e pire mention obtenue | Meilleure mention obtenue |
| -------- | -------------------- | ----------------------- | ----------------------- | ----------------------- | ------------------------- |
| E        | Insuffisant          | Passable                | Passable                | Assez bien              | Assez bien                |
| F        | Passable             | Passable                | Passable                | Assez bien              | Assez bien                |

Alors la mention majoritaire de E et F (en orange dans le tableau ci-dessus) est « Passable » : ils sont donc à égalité, et on enlève ce vote médian (en orange) pour les départager. Cela donne :
| Candidat | Pire mention obtenue | 2e pire mention obtenue | 3e pire mention obtenue | Meilleure mention obtenue |
| -------- | -------------------- | ----------------------- | ----------------------- | ------------------------- |
| E        | Insuffisant          | Passable                | Assez bien              | Assez bien                |
| F        | Passable             | Passable                | Assez bien              | Assez bien                |

Ils obtiennent encore tous deux la même mention majoritaire « Passable ». N'ayant pas réussi à les départager, on continue le procédé :
| Candidat | Pire mention obtenue | 2e pire mention obtenue | Meilleure mention obtenue |
| -------- | -------------------- | ----------------------- | ------------------------- |
| E        | Insuffisant          | Assez bien              | Assez bien                |
| F        | Passable             | Assez bien              | Assez bien                |

Ils obtiennent tous deux la même mention majoritaire « Assez bien », on continue alors le procédé :
| Candidat | Pire mention obtenue | Meilleure mention obtenue |
| -------- | -------------------- | ------------------------- |
| E        | Insuffisant          | Assez bien                |
| F        | Passable             | Assez bien                |

Après toutes ces étapes, le candidat E obtient comme mention majoritaire « Insuffisant », et le candidat F obtient « Passable ». La mention majoritaire de F étant meilleure que celle de E, F gagne face à E.
Ainsi, E et F ont la même mention majoritaire « Passable », et la méthode de départage du jugement majoritaire nous a permis de déterminer que F gagne face à E.

#### Méthode des groupes d'insatisfaits
Adrien Fabre propose une autre méthode de départage, équivalente à la première, qui permet de départager les candidats par le calcul. On calcule, pour chaque candidat à départager :
- Le pourcentage d'électeurs attribuant strictement plus que la mention majoritaire commune (le pourcentage de partisans du candidat) ;
- Le pourcentage d'électeurs attribuant strictement moins que la mention majoritaire commune (le pourcentage d'opposants du candidat).

La plus grande des valeurs détermine le résultat : si elle est unique et correspond aux partisans d'un candidat, alors celui-ci gagne face aux autres candidats à égalité ; si elle correspond aux opposants d'un ou plusieurs candidats, alors ceux-ci perdent face aux autres candidats à égalité. On départage avec ce procédé tous les candidats ayant la même mention majoritaire.
Dans l'exemple de présentation, les candidats A et B ont la même mention majoritaire « Assez bien », il faut donc les départager. Ici, le plus grand groupe d'insatisfaits correspond aux opposants de B (49,27 % des électeurs estiment que B mérite une mention strictement inférieure à « Assez bien »), donc B perd face à A (et par conséquent A est élu, car seul candidat encore en lice). Sur l'histogramme, on voit graphiquement que la zone jaune du profil de mérite de B est très proche de la médiane, ce qui signifie qu'il est très proche de la mention « Passable ».
| Candidat | Votes pour des mentions supérieures | Mention majoritaire | Votes pour des mentions inférieures |
| -------- | ----------------------------------- | ------------------- | ----------------------------------- |
| A        | 38,70 %                             | Assez Bien          | 41,59 %                             |
| B        | 37,78 %                             | Assez Bien          | 49,27 %                             |

Si la plus grande valeur calculée n'est pas unique et est égale à la fois à un pourcentage de partisans et à un pourcentage d'opposants, on donne raison au plus grand groupe d'opposants, qui détermine alors le résultat. Si la plus grande valeur calculée correspond au pourcentage de partisans de plusieurs candidats, alors ils battent les autres candidats encore à égalité et une étape supplémentaire est nécessaire pour les départager. Si la plus grande valeur calculée correspond au pourcentage d'opposants de tous les candidats encore à égalité, alors une étape supplémentaire est nécessaire pour les départager.
Si plusieurs candidats ayant la même mention majoritaire n'ont pas pu être départagés, on les départage avec la même méthode, en remplaçant, pour tous les candidats encore à égalité, le groupe commun (de partisans ou d'opposants) par ses successeurs :
- Si les candidats à égalité ont le même pourcentage de partisans, alors on reprend le calcul en remplaçant les partisans de chaque candidat par leurs successeurs, c'est-à-dire par les électeurs ayant attribué strictement plus que la mention majoritaire commune + 1.
- Si les candidats à égalité ont le même pourcentage d'opposants, alors on reprend le calcul en remplaçant les opposants de chaque candidat par leurs successeurs, c'est-à-dire par les électeurs ayant attribué strictement moins que la mention majoritaire commune - 1.

On départage ainsi de suite les candidats encore à égalité, en remplaçant récursivement à chaque étape, pour tous les candidats à départager, le groupe commun par ses successeurs. Si après toutes ces étapes une égalité persiste entre plusieurs candidats, c'est qu'ils ont obtenu exactement la même répartition de votes.
Exemple
Prenons par exemple une élection à 6 votants où les candidats E et F ont reçu les proportions de vote suivantes (pour simplifier l'explication, on raisonne ici en proportion plutôt qu'en pourcentage : c'est équivalent, puisque pour obtenir les pourcentages, il suffit de multiplier par 100) :
| Candidat | À Rejeter                      | Insuffisant                    | Passable                       | Assez Bien                     | Bien                           | Très Bien |
| -------- | ------------------------------ | ------------------------------ | ------------------------------ | ------------------------------ | ------------------------------ | --------- |
| E        | {\displaystyle {\frac {1}{6}}} | 0                              | {\displaystyle {\frac {2}{6}}} | {\displaystyle {\frac {2}{6}}} | {\displaystyle {\frac {1}{6}}} | 0         |
| F        | 0                              | {\displaystyle {\frac {1}{6}}} | {\displaystyle {\frac {2}{6}}} | {\displaystyle {\frac {3}{6}}} | 0                              | 0         |

Les deux candidats E et F obtiennent la mention majoritaire « Passable », on doit donc les départager. La proportion de partisans de E est 3/6 (3 électeurs lui ont attribué au moins la mention « Assez bien ») et sa proportion d'opposants est 1/6 (1 électeur lui a attribué au plus la mention « Insuffisant ») ; la proportion de partisans de F est 3/6 et sa proportion d'opposants est 1/6. La plus grande valeur est 3/6 et correspond à la proportion de partisans de E et F qui sont alors encore à égalité, donc on reprend le calcul en remplaçant leurs partisans par leurs successeurs.
La nouvelle proportion de partisans de E est 1/6 (1 électeur lui a attribué au moins la mention « Bien ») et sa proportion d'opposants reste 1/6 ; la nouvelle proportion de partisans de F est 0 (aucun électeur ne lui a attribué au moins la mention « Bien ») et sa proportion d'opposants reste 1/6. La plus grande valeur est désormais 1/6 et correspond à la fois aux partisans de E, aux opposants de E et aux opposants de F. On donne raison aux groupes d'opposants, E et F sont donc encore à égalité et on reprend le calcul en remplaçant leurs opposants par leurs successeurs.
La proportion de partisans de E reste 1/6 et sa nouvelle proportion d'opposants est 1/6 (1 électeur lui a attribué au plus la mention « À rejeter ») ; la proportion de partisans de F reste 0 et sa nouvelle proportion d'opposants est 0 (aucun électeur ne lui a attribué au plus la mention « À rejeter »). La plus grande valeur est désormais 1/6 et correspond à la fois aux partisans de E et aux opposants de E. On donne raison au groupe d'opposants, donc E perd face à F.
Ainsi, E et F ont la même mention majoritaire « Passable », et la méthode de départage du jugement majoritaire nous a permis de déterminer que F gagne face à E.

### Le bulletin
Balinski et Laraki argumentent que l'échelle de mesure sur le bulletin doit être verbale, limitée à six mentions (plus ou moins une mention, soit d'un minimum de 5 à un maximum de 7 niveaux), et qu'elle soit commune à tous les électeurs (d'où la terminologie « langage commun » dans leurs travaux).
Ils insistent sur le fait que le bulletin de vote doit demander explicitement aux électeurs de répondre à une question précise, par exemple: « Pour présider la France, ayant pris tous les éléments en compte, je juge en conscience que ce candidat serait : ». Une question doit être posée pour chaque élection et chaque mode de scrutin. Sans cette question, chaque électeur répond à ses questions personnelles et alors la somme des votes n'a pas de sens.

## Sondages d'opinion
En avril 2011, décembre 2021 et mars 2022, l'institut OpinionWay a réalisé des sondages pour tester les candidats aux élections présidentielles de 2012 et 2022. La colonne "1er tour" indique les intentions de vote au premier tour sous le scrutin uninominal majoritaire utilisé d'ordinaire, d'après le même sondage.

### Sondage OpinionWay du 6-7 avril 2011
|  |  |  |  |  |  |  |

|  |  |  |  |  |  |  |

|  |  |  |  |  |  |  |

|  |  |  |  |  |  |  |

|  |  |  |  |  |  |  |

|  |  |  |  |  |  |  |

|  |  |  |  |  |  |  |

|  |  |  |  |  |  |  |

|  |  |  |  |  |  |  |

|  |  |  |  |  |  |  |

|  |  |  |  |  |  |  |

|  |  |  |  |  |  |  |

### Sondage OpinionWay du 8-9 décembre 2021
|  |  |  |  |  |  |  |

|  |  |  |  |  |  |  |

|  |  |  |  |  |  |  |

|  |  |  |  |  |  |  |

|  |  |  |  |  |  |  |

|  |  |  |  |  |  |  |

|  |  |  |  |  |  |  |

|  |  |  |  |  |  |  |

|  |  |  |  |  |  |  |

|  |  |  |  |  |  |  |

|  |  |  |  |  |  |  |

|  |  |  |  |  |  |  |

|  |  |  |  |  |  |  |

Ce sondage présente comme celui de 2011 l'intérêt d'avoir été réalisé en parallèle avec un sondage classique, effectué selon le mode de scrutin majoritaire à deux tours en vigueur. On relève que :
- la corrélation est assez faible entre les intentions de vote exprimées et le choix au jugement majoritaire : Arnaud Montebourg, crédité par les mêmes personnes de 1 % des intentions de vote, monte par exemple en 3e position selon le jugement majoritaire ;
- les sondés se montrent favorables à 65 % à une adoption de ce mode de scrutin à l'avenir ; ceci est vrai de toutes les catégories de la population, quels qu'en soient la profession, l'âge ou le genre ; la faveur est toutefois plus élevée chez les 18-24 ans (75 %), et légèrement moindre chez les 25-34 ans (59 %) et les plus de 65 ans (61 %)[13] ;
- les sondés se montrent plus favorables au jugement majoritaire sur les marges de l'échiquier politique qu'en son centre : 83 % pour les électeurs LFI, 79 % chez ceux du RN, contre 65 à 66 % chez les électeurs de centre-gauche, et 56 % pour ceux de LR[13]. Ceci est paradoxal, confronté aux résultats du jugement majoritaire : Valérie Pécresse (LR) en est la principale bénéficiaire en remontant de la 2e à la 1re position, suivi par les candidats du centre et de gauche, alors que Marine Le Pen (RN) y recule de la 3e à la 8e position et Jean-Luc Mélenchon de la 5e à la 12e position.

### Sondage OpinionWay-MieuxVoter du 30-31 mars 2022
|  |  |  |  |  |  |  |

|  |  |  |  |  |  |  |

|  |  |  |  |  |  |  |

|  |  |  |  |  |  |  |

|  |  |  |  |  |  |  |

|  |  |  |  |  |  |  |

|  |  |  |  |  |  |  |

|  |  |  |  |  |  |  |

|  |  |  |  |  |  |  |

|  |  |  |  |  |  |  |

|  |  |  |  |  |  |  |

|  |  |  |  |  |  |  |

## Histoire

### Développement
L'idée de comparer des médianes d'évaluations (plutôt que des moyennes) a une longue histoire. Dans le domaine des votes par classement, les méthodes de meilleures médianes sont connues sous le nom de méthode de Bucklin. Ces méthodes, contrairement au jugement majoritaire reposent sur le classement (éventuellement incomplet ou admettant des ex-aequos) des candidats, la méthode du jugement majoritaire reposant sur des évaluations. Ainsi, la plupart des exemples ou contre-exemples à propos de Bucklin fournissent aussi un exemple ou contre-exemple à propos du jugement majoritaire (en classant les candidats suivant les évaluations), et il en va de même pour la méthode de meilleure médiane proposée par Basset et Persky sous le nom de Robust Voting. Ces méthodes ont été brièvement utilisées dans certains états des États-Unis
En 2002, à la suite de la publication d'un dossier sur les modes de scrutin dans le magazine Pour la Science, Michel Balinski fut contacté par l'œnologue Jacques Blouin, qui souhaitait améliorer le mode de scrutin utilisé lors des compétitions,
,
,
.
Les premières résultats, obtenus lors de l'édition 2006 des Citadelles du vin, furent publiés en 2007 dans PNAS.
Le jugement majoritaire fut ensuite expérimenté à Orsay à l'occasion de l'élection présidentielle française de 2007.
En avril 2011, OpinionWay et le think-tank Terra Nova publient une étude intitulée « Et si la présidentielle de 2012 se déroulait au jugement majoritaire ? ». L'institut de sondage a demandé aux sondés leur préférence pour la prochaine présidentielle selon le jugement majoritaire, en plus du scrutin majoritaire habituel. Terra Nova recommande dans cette étude d'abandonner le scrutin majoritaire pour adopter le jugement majoritaire comme mode de scrutin pour l'élection présidentielle en France.

### Premiers soutiens
Au Canada, Raymond Côté a défendu le mode de scrutin par jugement majoritaire en témoignant le 22 septembre 2016 devant le Comité spécial sur la réforme électorale de la Chambre des communes du Canada et en déposant un rapport,.
Le jugement majoritaire figure parmi les 15 propositions « en faveur du bonheur du citoyen » de la fabrique Spinoza pour la présidentielle de 2017.
Le jugement majoritaire fait partie des modes de scrutins envisagés par Gérard Larcher pour l’organisation d’un « système de départage » devant désigner le candidat du parti français Les Républicains à l’élection présidentielle de 2022. Cette solution lui a été proposée par l’association « Mieux Voter », mais cela n'a finalement pas été retenu, au profit d'un scrutin uninominal majoritaire à deux tours classique.
Sandrine Rousseau, membre du parti français Europe Écologie Les Verts, soutient le jugement majoritaire comme mode de scrutin pour la primaire du parti en 2021.

### Premières expérimentations en France
À l'occasion de la primaire présidentielle socialiste de 2011 puis de l'élection présidentielle française de 2012, le site Slate.fr a développé un outil permettant de tester en ligne le jugement majoritaire,.
En 2016, LaPrimaire.org utilise le jugement majoritaire pour sélectionner sa « candidate citoyenne » Charlotte Marchandise. Plus de 33 000 électeurs ont voté. C'est la première utilisation du jugement majoritaire pour une élection populaire.
En novembre 2019, le parti politique français La République en marche annonce l’adoption du jugement majoritaire pour l’élection de ses cadres locaux et la prise de décision interne.
En 2020, une consultation au jugement majoritaire est organisée autour des 149 propositions de la Convention Citoyenne pour le Climat. Elle a recueilli plus de 1,8 Million de votes de la part de plus de 28 000 participants.
En 2021, la Ville de Paris adopte le jugement majoritaire pour déterminer les lauréats du Budget Participatif. Lors de la première édition, 106 000 personnes ont voté suivant ce mode de scrutin.
L’association « 2022 ou jamais », organisatrice de la primaire populaire, met en œuvre le jugement majoritaire pour le scrutin des 27 au 30 janvier 2022 en vue de l'élection présidentielle de la même année. 392 738 personnes ont participé à ce scrutin selon les organisateurs ce qui en fait le plus important processus de désignation d'un candidat à l'élection présidentielle 2022.

## Critiques et réponses
Des critiques ou paradoxes résultant de l'idée de comparer les médianes, et liés ou non au principe majoritaire, ont été relevés soit avant, soit après, que M. Balinski et R. Laraki ont popularisé en France le terme de jugement majoritaire.
D. Felsenthal et M. Machover recensent les effets paradoxaux du choix suivant la meilleure médiane, et donc de la méthode du jugement majoritaire. Par exemple, elle échappe au paradoxe de Condorcet mais ne respecte pas toujours le critère de Condorcet.
J.F. Laslier critique la méthode du jugement majoritaire en relevant qu'il ne respecte pas le principe de Condorcet et en affirmant que l'utilisation de la médiane revient à négliger une moitié de l'électorat. Un article de Michel Balinski lui répond.
De manière générale, la nouvelle théorie du vote proposée par Michel Balinski et Rida Laraki pour contourner le paradoxe d'Arrow, qui s'appuie sur les méthodes de meilleure médiane, a stimulé un ensemble de recherches sur les méthodes de départage en cas de médianes équivalentes, telles que le jugement typique ou le jugement usuel.

### Effet dans les environnements politiques
En 2010, J.-F. Laslier a montré que dans un environnement de type « gauche-droite », le jugement majoritaire tend à favoriser le camp le plus homogène, au lieu de choisir le candidat Condorcet, plus consensuel. La raison de ce phénomène est que, par définition, trouver la meilleure évaluation médiane possible est équivalent à trouver le meilleur compromis rawlsien possible (le critère du maximin) en s’autorisant à négliger jusqu’à 50 % de la population.
Voici un exemple numérique avec sept valeurs « Très bon », « Bon », « Assez bon », « Passable », « Assez mauvais », « Mauvais » et « Très mauvais ». Supposons que les électeurs appartiennent à sept groupes : extrême gauche, gauche, centre gauche, centre, centre droit, droite, et extrême droite, ces groupes étant de tailles respectives : 101 électeurs pour chacun des trois groupes de gauche, 99 pour chacun des trois groupes de droite, et 50 pour le groupe centriste. Prenons sept candidats, un de chaque groupe, et supposons que les électeurs jugent les candidats en donnant la note « Très bon » au candidat de leur groupe et en notant de moins en moins bien les candidats les plus éloignés politiquement.
| Candidat    | 101 votants Ext. gauche | 101 votants Gauche | 101 votants Cent. gauche | 50 votants Centre | 99 votants Cent. droit | 99 votants Droite | 99 votants Ext. droite | médiane   |
| ----------- | ----------------------- | ------------------ | ------------------------ | ----------------- | ---------------------- | ----------------- | ---------------------- | --------- |
| Ext gauche  | très bon                | bon                | assez bon                | passable          | Assez mauvais          | mauvais           | très mauvais           | passable  |
| Gauche      | bon                     | très bon           | bon                      | assez bon         | passable               | assez mauvais     | mauvais                | assez bon |
| Cent gauche | assez bon               | bon                | très bon                 | bon               | assez bon              | passable          | assez mauvais          | assez bon |
| Centre      | passable                | assez bon          | bon                      | très bon          | bon                    | assez bon         | passable               | assez bon |
| Cent droit  | assez mauvais           | passable           | assez bon                | bon               | très bon               | bon               | assez bon              | assez bon |
| Droite      | mauvais                 | assez mauvais      | passable                 | assez bon         | bon                    | très bon          | bon                    | assez bon |
| Ext droite  | très mauvais            | mauvais            | assez mauvais            | passable          | assez bon              | bon               | très bon               | passable  |

Dans cet exemple le candidat centriste bat à la majorité tout autre candidat (par le théorème de l'électeur médian). La règle majoritaire est ici sans ambiguïté. Il n'y a pas de « paradoxe de Condorcet », le meilleur candidat est du centre, suivi du centre gauche, puis du centre droit, de la gauche, etc.
D’après le « jugement majoritaire », c’est le candidat de gauche qui est élu car il est le plus proche de la mention « Bon ». Dans cet exemple le jugement majoritaire choisit le candidat de gauche alors qu'une vaste majorité (448 contre 202) préférerait un candidat plus modéré. Précisément, les scores sont les suivants :
|  | ↓ | Médiane |

|  |  |  |  |  |  |

|  |  |  |  |  |

|  |  |  |  |

|  |  |  |  |  |

|  |  |  |  |  |  |

|  |  | Très bon |  | Bon |  | Assez bon |  | Passable |  | Assez mauvais |  | Mauvais |

Il y a 650 électeurs, dont 303 jugent la gauche « bonne » ou « très bonne » et 297 jugent la droite « bonne » ou « très bonne », donc le départage se fait en faveur de la gauche.
Le jugement majoritaire élit le meilleur compromis pour les électeurs du côté gauche de l'axe politique (car ils sont un peu plus nombreux que ceux du côté droit) au lieu de choisir un candidat plus consensuel comme celui de centre-gauche ou celui du centre. La raison est que le départage se fait en fonction de la mention la plus proche de la médiane, sans considération pour les autres mentions.
Il est à noter que d'autres méthodes de meilleure médiane dont le départage tient compte des mentions de part et d'autre de la médiane, telles que le jugement typique ou le jugement usuel, n'éliraient pas le candidat de gauche comme dans le cas du jugement majoritaire, mais éliraient le candidat de centre. Ces autres méthodes respecteraient dans ce cas le critère de Condorcet. Ces méthodes, introduites plus récemment, vérifient ainsi les propriétés appréciables du jugement majoritaire tout en évitant ses principaux écueils.

### Électeurs sans impact sur le classement entre deux candidats
L'utilisation de la médiane fait qu'un électeur dont les appréciations sont du même côté de l'appréciation finale pour deux candidats a un impact égal sur leurs appréciations, et n'influence donc pas le classement entre eux.
On peut ainsi construire des cas où un grand groupe d'électeurs qui note deux candidats du même côté de l'appréciation finale est exactement compensé par un groupe donnant le type de notation inverse. Dans ce cas, même si A bat largement B au scrutin majoritaire (c'est le vainqueur de Condorcet), il suffit d'un électeur qui utilise une notation plus proche de la médiane pour faire élire le candidat B:
| Catégorie d'électeurs                   | Candidat | Très Bien | Bien  | Assez Bien | Passable | Insuffisant | À Rejeter |
| --------------------------------------- | -------- | --------- | ----- | ---------- | -------- | ----------- | --------- |
| Généreux: 1 000 électeurs (préfèrent A) | A        | 1 000     |       |            |          |             |           |
| Généreux: 1 000 électeurs (préfèrent A) | B        |           | 1 000 |            |          |             |           |
| Sévères: 1 000 électeurs (préfèrent A)  | A        |           |       |            |          | 1 000       |           |
| Sévères: 1 000 électeurs (préfèrent A)  | B        |           |       |            |          |             | 1 000     |
| Modéré: 1 électeur (préfère B)          | A        |           |       |            | 1        |             |           |
| Modéré: 1 électeur (préfère B)          | B        |           |       | 1          |          |             |           |
| TOTAL (désigne B)                       | A        | 1 000     |       |            | 1        | 1 000       |           |
| TOTAL (désigne B)                       | B        |           | 1 000 | 1          |          |             | 1 000     |

| Candidat | Votes pour des mentions supérieures | Mention majoritaire | Votes pour des mentions inférieures |
| -------- | ----------------------------------- | ------------------- | ----------------------------------- |
| A        | 1 000                               | Passable            | 1 000                               |
| B        | 1 000                               | Assez Bien          | 1 000                               |

Les voix des électeurs « Sévères » sont dans la catégorie « inférieur à la mention majoritaire » pour les deux candidats, et n'ont donc pas d'impact sur le classement entre ceux-ci, et les électeurs « Généreux » souffrent du problème inverse. Ceci encourage l'utilisation d'au moins une mention relativement positive pour un des principaux candidats, afin de le distinguer de ceux qu'on rejette.
Réponses de M. Balinski et R. Laraki.
Ce qui permet l'apparition du paradoxe est que la population qui juge les candidats avec des appréciations proches de la médiane hiérarchise les candidats différemment du reste de la population:
| Opinion générale des candidats | Bonne | Modérée | Mauvaise |
| ------------------------------ | ----- | ------- | -------- |
| Préférence                     | A > B | B > A   | A > B    |

D'après les auteurs, toutes les expériences ou utilisations réelles auraient montré qu'il existe un candidat qui domine (ou presque domine) tous les autres candidats, ce qui empêche l'apparition du paradoxe.
Dans l'exemple introductif, le candidat A domine B car il a plus de « Très bien », il a plus de « Au moins Bien », il a plus de « Au moins Assez Bien », etc:
| Candidat | Très Bien | Au moins Bien | Au moins Assez Bien | Au moins Passable | Au moins Insuffisant | Au moins À rejeter |
| -------- | --------- | ------------- | ------------------- | ----------------- | -------------------- | ------------------ |
| A        | 17,42 %   | 38,70 %       | 58,41 %             | 67,53 %           | 85,16 %              | 100 %              |
| B        | 17,05 %   | 37,78 %       | 50,73 %             | 64,15 %           | 75,73 %              | 100 %              |

Ceci est appelé en statistique la « dominance stochastique de premier ordre ».
Il est montré dans l'article que toutes les méthodes de vote « fiables » (c'est-à-dire obéissant aux axiomes basiques de May et évitant les paradoxes de Condorcet et d’Arrow) vont avoir la propriété que si un candidat A domine statistiquement un autre candidat B, A doit gagner contre B. Ces méthodes incluent le vote par notes (aussi appelé le vote par valeurs) et le jugement majoritaire. Le scrutin majoritaire n'est pas fiable selon cette définition et peut donc parfois ne pas élire le candidat statistiquement dominant.
Le résultat du Jugement Majoritaire peut être discordant avec le scrutin majoritaire, mais c'est la conséquence nécessaire de la correction des paradoxes précités.

### Impact du vote stratégique
Certains électeurs peuvent être tentés de voter stratégiquement en attribuant une mention plus haute que leur évaluation réelle à leur candidat préféré et une mention plus basse que leur évaluation réelle à son concurrent. Une étude publiée sur le sujet a soutenu que la méthode de la meilleure médiane n'est en pratique ni plus ni moins sensible à la manipulation que les autres méthodes.
Réponses de M. Balinski et R. Laraki.
Michel Balinski et Rida Laraki maintiennent que les méthode de meilleure médiane sont les seuls modes de scrutin qui minimisent l'impact du vote stratégique parmi toutes les méthodes qui échappent au paradoxe d'Arrow (retirer ou rajouter un candidat C ne change pas l'ordre entre deux candidats A et B), et au paradoxe de Condorcet (l'ordre entre deux candidats est transitif : il existe toujours un gagnant).
Il est rarement observé en pratique qu'un électeur utilise seulement les mentions extrémales. On peut cependant analyser l'impact si un groupe d'électeurs décidait de le faire pour favoriser leur candidat B.

Dans cet exemple, on considère que A et B ont pour mention majoritaire « Assez Bien »:
| Préférence réelle du groupe préférant B à A          | Impact sur le résultat d'un vote stratégiquement exagéré: « Très bien » pour B, « À rejeter » pour A                                                                     |
| ---------------------------------------------------- | --- |
| « Bien » ou plus pour B « Passable » ou moins pour A | Aucun impact |
| au plus « Assez bien » pour B                        | Pas d'impact sur la mention majoritaire de A Impact possible à la hausse pour B; une surévaluation légère à « Bien » est suffisante pour un impact stratégique maximal   |
| au moins « Assez bien » pour A                       | Impact possible à la baisse pour A; une dégradation légère à « Passable » est suffisante pour un impact stratégique maximal Pas d'impact sur la mention majoritaire de B |

Balinski et Laraki concluent que le jugement majoritaire est assez résistant au vote stratégique. Les électeurs sont incités à voter en fonction de leurs appréciations réelles des candidats sans ajustements majeurs, contrairement au scrutin majoritaire.
On peut toutefois contester cette affirmation que les électeurs utilisent rarement une mention extrémale, car dans le cadre du scrutin à deux tours, beaucoup d'électeurs « éliminent » un candidat qui leur déplaît fortement (vote par défaut), par exemple dans le front républicain, notamment pour les électeurs de gauche à la présidentielle française de 2002. Dans le cas du jugement majoritaire, les électeurs peuvent exprimer leur détestation pour un candidat, mais cette expression a le même impact sur le résultat qu'une simple désapprobation: l'impact d'un vote sur le résultat dépend seulement d'où se place l'évaluation par rapport à la médiane finale.

### Vulgarisation
- Marjolaine Leray, « Vous reprendrez bien un peu de démocratie ? », d’après Hermann Bouly, marjolaineleray.com, 2017 (lire en ligne). Cette BD de vulgarisation illustre le scrutin majoritaire, la méthode Borda, le paradoxe de Condorcet, le théorème d’impossibilité d'Arrow et le scrutin par jugement majoritaire).

### Ressources vidéos
- Vote-au-pluriel : expérimenter avec les électeurs - Jean-François Laslier, Conférence à l'Ecole Normale Supérieure - mai 2012
- Réformons l'élection présidentielle ! - David Louapre, Science Étonnante - octobre 2016
- Le jugement majoritaire | Démocratie 4 - Lê Nguyên Hoang, Science4All - mars 2017
- Et si on votait avec des smileys ? - Adrien Fabre, la chaîne humaine - février 2021